# Palárikovo
Palárikovo (Hongaars:Tótmegyer) is een Slowaakse gemeente in de regio Nitra, en maakt deel uit van het district Nové Zámky.
Palárikovo telt 4398 inwoners.
De gemeente is onderverdeeld in de volgende wijken:
- Čiky
- Ľudovítov
- Jur
- Žofia
- Drahy.